# Miska Hauser
Miska Hauser (Preßburg, 1822 – Vienna, 8 dicembre 1887) è stato un compositore e violinista austriaco.
Il suo nome cadde nell'oblio dopo il suo ritiro dall'attività concertistica, ma all'epoca era considerato uno dei violinisti di maggiore virtuosismo.
Il padre di Hauser, conosciuto violinista e amico di Beethoven, risvegliò nel figlio la passione per lo strumento. La sua formazione musicale gli fu impartita a Bratislava da Josef Matalay; dal 1835 continuò gli studi a Vienna con Joseph Böhm e Josef Mayseder, studiando composizione con Conradin Kreutzer e Simon Sechter.
A partire dal 1839 intraprese una lunga serie di tournée in Germania, Scandinavia e Russia. Nell'estate del 1847 tornò a Bratislava per continuare gli studi di composizione; in questo periodo tenne diversi concerti di successo con il pianista Anton Grigorevič Rubinstein. Nel 1850 andò in Inghilterra e in seguito negli Stati Uniti, dove tenne una lunga serie di concerti; nel 1853 viaggiò in California e di seguito in Sudamerica.
Tra le sue tappe successive vi furono le isole Sandwich, dove suonò dinanzi alla corte che rimase impassibile durante tutto il concerto; Hauser, disperato per la mancanza di reazione, strappò tutte le corde del violino tranne quella del sol, suonando diversi pezzi tra i quali "La danza delle streghe" di Paganini e suscitando finalmente l'entusiasmo del nobile pubblico. Il 15 settembre 1854 si recò in Australia, dove si esibì in tutte la città principali; a Sydney ebbe un tale successo che gli venne conferito il riconoscimento "Freedom of the City".
Nel 1860 fu in Turchia, dove suonò dinanzi al sultano; rientrato a Vienna dai suoi viaggi, Hauser ne pubblicò un resoconto in due volumi.